# 拉什康坦鱥
拉什康坦鱥（學名：Tampichthys rasconis）為輻鰭魚綱鯉形目雅羅魚科的其中一種，被IUCN列為瀕危保育類動物，分布於北美洲墨西哥Verde河流域，生活習性不明。